# Elgin (Écosse)
Pour les articles homonymes, voir Elgin.
Elgin est une ville (et ancien burgh royal) du council area et région de lieutenance du Moray en Écosse, dont c'est la capitale économique et administrative. De 1975 à 1996, elle était la capitale administrative du district du Moray, au sein de la région du Grampian, après avoir été celle du comté du Morayshire. Elle a été fondée au XIIe siècle.
Le plan original de la ville a été bien respecté, et la rue principale relie toujours les deux éléments principaux du bourg médiéval : la cathédrale et le château (en).
Sa population était de 25 678 habitants en 2001.
Le club d'Elgin City et son stade, le Borough Briggs y sont basés.

## Personnalités liées à la ville
- Alexander Stephens (1757-1821), biographe écossais, est né à Elgin.
- Chris Clark (1980-), footballeur écossais.
- Ethel Gavin (1866-1918), directrice d'école née à Elgin.
- Kevin McKidd (1973-), acteur britannico-américain.
- Margaret Hasluck (1885-1948), spécialiste du folklore albanais, géographe, linguiste et archéologue anglaise.
- Steven Pressley (1973-), footballeur écossais.